# Gerry Mendicino
Pour les articles homonymes, voir Mendicino (homonymie).
Gerry Mendicino est un acteur canadien né en 1950 à North Bay (Canada).

## Filmographie

### Cinéma

#### Courts métrages
- 1990 : Edsville d'Alan Marr : Mécanicien / Organiste
- 2004 : Moss de Zachary Derhodge : Jacob Schump
- 2005 : Short Tongue Freddy de Kevin Schjerning : Fat Doney
- 2008 : Lucky 10 de Manny Kargov : Bar Owner

#### Longs métrages
- 1984 : Bedroom Eyes de William Fruet : homme dans le couloir
- 1988 : Milk and Honey de Glen Salzman et Rebecca Yates
- 1990 : The Gate 2 (The Gate II: Trespassers) de Tibor Takács : Maitre d'
- 1991 : Espion junior (If Looks Could Kill) de William Dear : Herb Corben
- 1992 : Change of Heart (en) de Donald Shebib : Raoul
- 1994 : The Circle Game de Brigitte Berman : Officier Walchuk
- 1994 : Foreign Bodies de Jim Purdy
- 1996 : No One Could Protect Her de Larry Shaw : Chef Lasser
- 1997 : C'est ça l'amour ? (That Old Feeling) de Carl Reiner : Maitre d'
- 1997 : The Wrong Guy de David Steinberg : camionneur
- 1998 : Big Hit (The Big Hit) de Kirk Wong : Slave Trader
- 1998 : Sale Boulot de Bob Saget : Manetti
- 2000 : Femme recherchée (Woman Wanted) de Kiefer Sutherland : Vinnie
- 2002 : Mariage à la grecque (My Big Fat Greek Wedding) de Joel Zwick : oncle Taki
- 2002 : Cœurs inconnus (Between Strangers) d'Edoardo Ponti : inspecteur
- 2002 : Saint Monica de Terrance Odette : Frank
- 2004 : A Hole in One de Richard Ledes : Johnny
- 2005 : Looking for Angelina de Sergio Navarretta : Mazzei
- 2005 : L'Homme parfait (The Perfect Man) de Mark Rosman : collègue au marché
- 2006 : Slevin (Lucky Number Slevin) de Paul McGuigan : Benny Begin
- 2006 : Homie Spumoni de Mike Cerrone : Propriétaire de Rosa
- 2007 : Hairspray d'Adam Shankman : Drunk
- 2008 : Blindness de Fernando Meirelles : docteur aux cheveux d'argent
- 2009 : The Ache de Keith Lock : Dr Howell
- 2009 : Saw 6 de Kevin Greutert : Janitor
- 2010 : Un chien dans la Mafia (The Dogfather) de Richard Boddington : Don Tazio
- 2012 : Havana 57 de Jim Purdy : Capitaine Ramiro Ibanez
- 2023 : Mariage à la grecque 3 (My Big Fat Greek Wedding 3) de  Nia Vardalos : oncle Taki

### Télévision

#### Téléfilm
- 1986 : The Park Is Mine de Steven Hilliard Stern : Landers
- 1990 : On Thin Ice: The Tai Babilonia Story de Zale Dalen
- 1992 : Le Prix du secret (In the Eyes of a Stranger) de Michael Toshiyuki Uno
- 1993 : Meurtre que je n'ai pas commis (Woman on the Run: The Lawrencia Bembenek Story) de Sandor Stern : homme dans la quarantaine
- 1995 : Au bénéfice du doute (Degree of Guilt) de Mike Robe : Ramon
- 1995 : Quitte ou Double (Sugartime) de John N. Smith : Libonati
- 1996 : Double Jeopardy de Deborah Dalton : prêtre
- 1996 : Une autre façon d'aimer (A Husband, a Wife and a Lover) de Ted Kotcheff : Gary Reynolds
- 1996 : Gotti de Robert Harmon : Peter Gotti
- 1997 : Any Mother's Son de David Burton Morris : Juge
- 1997 : Mary Higgins Clark : Ce que vivent les roses (Let Me Call You Sweetheart) de Bill Corcoran
- 1998 : Universal Soldier 3 : Ultime Vengeance (Universal Soldier III: Unfinished Business) de Jeff Woolnough : Chef Thorpe
- 1998 : The Fixer de Charles Robert Carner : Sergent Sokates
- 1998 : Naked City: A Killer Christmas (en) de Peter Bogdanovich : Tony
- 1999 : What Katy Did de Stacy Stewart Curtis : Signor Rinaldo
- 1999 : Une fille dangereuse (The Wrong Girl) de David Jackson : M. Drake
- 1999 : Rocky Marciano de Charles Winkler : Emcee
- 1999 : Vendetta de Nicholas Meyer : Charles Mantranga
- 1999 : Execution of Justice : Deputy Sheriff Calcagno
- 2000 : Le Prix de la beauté (A Tale of Two Bunnies) : Norm Hellman
- 2000 : Le Grand Amour (One True Love) : Tuxedo Don
- 2001 : Boss of Bosses (en) : Père Vicente
- 2001 : Wild Iris de Daniel Petrie : Vito Delgaccio
- 2001 : Un bébé à tout prix (Stolen Miracle) : propriétaire de Mary
- 2002 : Coupable par amour (Guilt by Association) : Warden Fletcher
- 2002 : Un coupable à tout prix (The Interrogation of Michael Crowe) : Juge John Thompson
- 2003 : DC 9/11: Time of Crisis : directeur de la CIA George Tenet
- 2004 : Preuves d'innocence (Reversible Errors) : Gus Leonidas
- 2008 : Roxy Hunter and the Myth of the Mermaid : Nikos
- 2011 : Sous le charme du Père Noël : M. Moretti
- 2013 : Prosecuting Casey Anthony : Bob Garcia

#### Série télévisée
- 1971 : Polka Dot Door : Host
- 1975 - 1977 : King of Kensington :
  - (saison 1, épisode 13 : The Christmas Show) : Carlo
  - (saison 3, épisode 10 : Gladys' Restaurant) : Vito
- 1982 : Seeing Things (saison 2, épisode 05 : Eyes Too Big for His Stomach)
- 1986 - 1987 : Brigade de nuit (Night Heat) :
  - (saison 2, épisode 02 : Dead Ringer)
  - (saison 3, épisode 02 : Vantage Point)
  - (saison 3, épisode 07 : And Baby Makes Grief)
- 1988 : Alfred Hitchcock présente (saison 3, épisode 15 : Full Disclosure) : Lieutenant Jack Snyder
- 1988 : Adderly (saison 2, épisode 21 : See How They Die)
- 1988 : Rintintin junior (Katts and Dog ou Rin Tin Tin: K-9 Cop) (saison 1, épisode 17 : The Hit)
- 1988 - 1992 : Street Legal (en)
  - (saison 3, épisode 01 : A Powerful Prison Story) : Capitaine Mastromantei
  - (saison 6, épisode 16 : November) : Docteur
- 1989 : War of the Worlds (saison 1, épisode 23 : The Angel of Death) : T.J. (as Gerry Mendecino)
- 1992 - 1994 : Le Justicier des ténèbres : conseiller Cardelli
  - (saison 1, épisode 15 : Dying for Fame)
  - (saison 2, épisode 08 : Faithful Followers)
- 1993 : Matrix (saison 1, épisode 12 : Lapses in Memory) : père de Matrix
- 1993 - 1997 : Ready or Not (32 épisodes) : Sam Ramone
- 1994 - 1995 : Kung Fu, la légende continue (Kung Fu: The Legend Continues) : Dominic
  - (saison 2, épisode 02 : Une journée dans la vie d'un flic)
  - (saison 3, épisode 03 : Une journée de repos)
- 1995 : Chair de poule (saison 1, épisode 09 : La Colère de la momie) : conducteur de Nila
- 1995 : Dark Eyes (saison 1, épisode 01 : Pilot) : Fred Kantor
- 1995 : Les Frères Hardy (The Hardy Boys) (saison 1, épisode 04 : Say Cheese) : Demetrius
- 1996 : FX, effets spéciaux (F/X:The Series) (saison 1, épisode 04 : Fausse manœuvre) : investisseur
- 1996 : Haute Finance (saison 1, épisode 13 : The Enemy Without) : Moran
- 1997 : La Femme Nikita (saison 1, épisode 04 : Une œuvre de bienfaisance) : George Hardin
- 1998 : Psi Factor, chroniques du paranormal (Psi Factor: Chronicles of the Paranormal) (saison 2, épisode 16 : Le Labyrinthe) : Niko Andonowski
- 1998 : Exhibit A: Secrets of Forensic Science (saison 2, épisode 13 : The Queen of Cons) : Mike
- 1998 : The Last Don II (mini-série) (saison 1, épisode 01) : Don Migliaccio
- 1999 : Omertà, le dernier des hommes d'honneur (Omertà) : The Don
- 1999 - 2000 : Avengers : Taurus / Cornelius Van Lundt (voix)
  - (saison 1, épisode 04 : Comes a Swordsman)
  - (saison 1, épisode 08 : Shooting Stars)
  - (saison 1, épisode 12 : Earth and Fire: Part One)
  - (saison 1, épisode 13 : Earth and Fire: Part Two)
- 1999 - 2001 : Sydney Fox, l'aventurière (Relic Hunter) :
  - (saison 1, épisode 10 : Labyrinthe) : Dimitri Vordalos
  - (saison 2, épisode 13 : Réincarnation) : Kalifa
- 2000 - 2001 : Destins croisés (Twice in a Lifetime) :
  - (saison 2, épisode 08 : La une à tout prix) : Ernesto Javier Lopez
  - (saison 2, épisode 20 : Une mère trop parfaite) : Vince Santorini
- 2001 : Blue Murder (saison 2, épisode 07 : Dommages collatéraux) : Sal Farentino
- 2001 : Tracker (saison 1, épisode 04 : Trust (2001) ... Nicholas Tavoulis
- 2003 : Sue Thomas, l'œil du FBI (Sue Thomas: F.B.Eye) (saison 1, épisode 16 : Le Chasseur) : Ronnie Sloane / Ron Randall
- 2003 : The Last Chapter II: The War Continues : Don Rizzi
- 2004 : Il Duce canadese (mini-série) : Cederna
- 2004 : Kevin Hill (saison 1, épisode 08 : Défense rapprochée) : Juge Thomas Meadows
- 2004 : Degrassi : La Nouvelle Génération (Degrassi: The Next Generation) (saison 4, épisode 08 : Point de rupture [2/2]) : inspecteur
- 2004 : Doc (saison 4, épisode 21 : Deux bébés sinon rien') : M. Harlow
- 2004 : Missing : Disparus sans laisser de trace (1-800-Missing) (saison 1, épisode 16 : Trafic) : M. Marone
- 2005 - 2009 : Mayday : Alerte maximum :
  - (saison 3, épisode 08 : Les Secrets de la boîte noire ou Suicide en plein vol) : Capitaine El habashi
  - (saison 4, épisode 05 : Danger Caché) : Capitaine Germano
  - (saison 7, épisode 07 : Disparition d'un jet) : Frans Wenas
- 2007 : 72 Hours: True Crime (saison 3, épisode 15 : Dead End) : David Lopez
- 2009 : The Ron James Show (saison 1, épisode 09) (segment Who Dies Best)
- 2009 : The Listener (saison 1, épisode 10 : Chasse au trésor) : Demir Bey
- 2010 : The Bridge : Hector
  - (saison 1, épisode 01 : Red Door)
  - (saison 1, épisode 02 : Paint It Black)
- 2012 : Warehouse 13 (saison 4, épisode 09 : Jeu de massacre) : Père Domenico
- 2013 : Les Enquêtes de Murdoch (The Murdoch Mysteries) (saison 6, épisode 05 : Murdoch au naturel) : Dr Antonio Rico
- 2014 : Space Riders: Division Earth : Manny

### Jeu vidéo
- 2004 : The Black Mirror : pêcheur / Vicar (voix)